# Naturalnie (minialbum Te-Trisa)
Naturalnie – minialbum polskiego rapera Te-Trisa. Wydawnictwo ukazało się 1 listopada 2004 roku jako nielegal w formie digital download. Na albumie znalazło się dziewięć utworów które wyprodukowali Te Tris, Esdwa, Kixnare oraz Demen. Dodatkowe zwrotki na wydawnictwo dograli Trzyker i Esdwa. Natomiast scratche wykonał DJ Tort. 5 maja 2011 roku wytwórnia muzyczna Reformat Records wydała wznowienie nagrań na płycie CD w nakładzie limitowanym do 800 egzemplarzy, a także, ponownie w formie digital download. Do reedycji została dołączona prezentacja multimedialna w której w formacie plików MP3 i Ogg znalazło się czterdzieści jeden utworów m.in. w postaci remiksów, utworów instrumentalnych i ścieżek a cappella.

## Lista utworów
Opracowano na podstawie materiału źródłowego.
1. „Solo” (produkcja: Te Tris) – 3:15
2. „Pandemonium” (produkcja: Esdwa) – 2:33
3. „Magnum” (produkcja: Kixnare, Te Tris) – 3:16
4. „Psycho?” (produkcja: Te Tris, gościnnie: Esdwa) – 3:32
5. „Naturalnie” (produkcja: Kixnare) – 2:59 (w utworze wykorzystano sample z piosenki  „Sunshine” w wykonaniu The O'Jays[6])
6. „Tymy” (produkcja: Kixnare, gościnnie: Trzyker) – 2:54 (w utworze wykorzystano sample z piosenki „I'd Rather Be Hurt by You” w wykonaniu duetu The Stylistics[6])
7. „Pamięć” (produkcja: Te Tris) – 3:44 (w utworze wykorzystano sample z piosenki „Sara's Smile” w wykonaniu Hall & Oates[6])
8. „Rum” (produkcja: Demen) – 3:08 (w utworze wykorzystano sample z piosenki „Mack's Stroll (The Getaway)” w wykonaniu Williego Hutcha[6])
9. „Mapoutro” – 0:14

| Materiał dodatkowy (reedycja 2011) |
| --- |
| 1. „Prawo do bragga” (produkcja, scratche: DJ Creon) – 3:54 2. 3do3 – „Szukam” (produkcja: Te-Tris, scratche: DJ Tort) – 3:14 3. „Promo4LM” – 1:48 4. Pierrot, Te-Tris – „AvP (wersja pierwotna)” (produkcja: Kris) – 2:27 5. Projekt Parter – „W cieniu” (produkcja: Te-Tris) – 3:29 6. „Diggin' Soul (Beta)” (produkcja: Kixnare) – 0:47 7. „Mała rewolucja (Studio)” (produkcja: Kixnare) – 3:11 8. „Pszet B-Day” – 2:56 9. „Pociąg (zwrotka wersja beta)” (produkcja: Kixnare) – 1:01 10. „Wracam” (produkcja: Te-Tris) – 2:54 11. Wieszocochodzi – „2+3” – 3:31 12. Wieszocochodzi – „Co po nas?” (produkcja: Te-Tris) – 4:21 13. Wieszocochodzi – „Najtlajf” (produkcja: Esdwa) – 4:22 14. Wieszocochodzi – „Roball B-Day” – 5:33 15. „Pieniądz (studio zwrotka)” (produkcja: Qciek) – 1:19 16. „Outro (Studio)” – 0:59 17. Pierrot, Te-Tris – „AvP (WOCC Remix)” (remix: Te-Tris) – 3:12 18. „Pandemonium” (Alternative Take Kixnare Remix) – 2:47 19. „Rum” (Pat Patent Remix) – 3:55 20. „Rum” (Te-Tris Remix) – 3:15 21. „Solo” (Metro Remix) – 3:20 22. „Solo” (Kixnare Remix Alternative Take) – 2:29 23. „Psycho” (gościnnie: Esdwa) – 3:32 24. Wieszocochodzi – „2+3” (Te-Tris Remix) – 3:02 25. „Pandemonium” (Kixnare Remix) – 3:02 26. 3do3 – „Szukam” (Kixnare Remix) – 2:28 27. „Rum” (Qciek Remix) – 3:40 28. „Solo” (Kixnare Remix) – 2:28 29. 3do3 – „Szukam” – 2:30 (a capella) 30. „Magnum” – 2:04 (a capella) 31. „Naturalnie” – 2:12 (a capella) 32. „Solo” – 3:15 (a capella) 33. „Rum” – 2:55 (a capella) 34. „TyMy” (gościnnie: Trzyker) – 2:14 (a capella) 35. Wieszocochodzi – „2+3” – 4:04 (utwór instrumentalny) 36. „Pamięć” – 4:05 (utwór instrumentalny) 37. „Pandemonium” – 3:44 (utwór instrumentalny) 38. „Solo” – 3:45 (utwór instrumentalny) 39. 3do3 – „Szukam” – 3:37 (utwór instrumentalny) 40. „TyMy” – 4:10 (utwór instrumentalny) 41. „Rum” – 3:09 (utwór instrumentalny) |